# Gurabo (República Dominicana)
Gurabo es un área conurbana ubicada al noreste de Santiago de los Caballeros, República Dominicana. Con una población estimada en 42.000 habitantes. Gurabo era muy conocida por sus plantaciones de tabaco y minas de ámbar. Hoy es considerada una ciudad satelital de la metrópolis del Cibao, con una creciente actividad comercial e industrial propia.

## Ubicación.
Gurabo se sitúa al norte de Santiago, donde termina el Valle de Santiago, regado por el río Yaque del Norte. En efecto, el río Gurabo nace en la Cordillera Septentrional y desemboca en el río Yaque del Norte en el sector conocido como Gurabito. Los límites tradicionales de Gurabo son: Palo Quemado y Pedro García (al norte); la ciudad de Santiago (al sur); Tamboril, Guazumal y Pontezuela (al este); Jacagua (al oeste). La superficie territorial de lo que se conocía anteriormente como Gurabo era tan amplia que fue necesario subdividirla para distinguir el área geográfica. 
Vicente Tolentino Rojas, en su obra Historia de la división territorial 1492-1943, enumera Gurabo Arriba, Gurabo al Medio, Gurabo Abajo, Cerros de Gurabo y La Chichigua como secciones de la comunidad de Santiago tras publicar la división territorial vigente en su obra en 1944.
Sin embargo, es probable que lo que se entendía por Gurabo anteriormente cubriera un área más amplia, probablemente al norte a Pedro García, Los Higos, Palo Quemado, La Cumbre e internándose en la provincia de Puerto Plata, la sección de Lajas o Gurabito de Yaroa; al sur hasta llegar a las orillas del Río Yaque y al oeste incluiría Buena Vista, Cerros de Gurabo, Monte Adentro de Jacagua y por el oeste incluiría además parte de Sabana Grande y Guazumal.

## Toponimia.
Gurabo es un topónimo de origen indígena, relativamente extendido en las Antillas Menores. 
Emilio Tejera indica que Gurabo es el nombre de un río de Montecristi que desemboca en el Yaque del Norte y de secciones pertenecientes a las provincias de La Vega, Santiago y Puerto Plata.
Vicente Tolentino Rojas añade que el nombre antiguo del fronterizo pueblo de Restauración fue Gurabo, hasta que fue cambiado por decreto el 23 de junio de 1892 y que existe una sección de la comunidad de Guayubín de nombre Gurabo y también dos secciones de la comunidad de Valverde, cuyos nombres son Gurabo Adentro y Gurabo Afuera. Además, en Jánico existe una comunidad llamada Gurabo, también (18) en Guananico y en el distrito municipal de la Jaiba de Puerto Plata. 
Tejera también señala que en Puerto Rico existe un municipio situado a orillas del río Guayama próximo a Caguas llamado Gurabo y un tributario del Loíza, cuyo nombre es Gurabo; y que Gurabo es nombre de lugar en Haití, el nombre de un río, también conocido como Tayaba o Tayabaca, que abastece de agua a la ciudad de Trinidad y que desemboca en la costa del sur de Cuba. Tejera expresa que Gurabo es el nombre antiguo del río Grande de Añasco en Puerto Rico y que Gurabo es el nombre de unas montañas en Camagüey, de un partido de la jurisdicción de Puerto Príncipe y una Hacienda en Sancti Spíritus, Cuba. Finalmente, señala que Gurabo es el nombre de un río en la Guyana Inglesa.
En un principio, su nombre original pudo ser Gurabo. Se desconoce su significado, pero es probable que tenga que ver con agua. Antonio Sánchez Valverde dice que "en el despoblado de Santiago, en el Hato de Gurabo, llamado así por un arroyo inmediato...", y al parecer el topónimo se refería primeramente al arroyo y luego se usó para designar al hato circundante.

## Historia

### Conquista y colonia
Las noticias más antiguas que se tienen de Gurabo, que fueron recogidas por el Dr. Carlos Dobal, se refieren a Lucas Vásquez de Ayllón, Oidor de la Real Audiencia llegado a la isla en 1502 durante el gobierno de Nicolás de Ovando, quien tenía la licencia de Gurabo en 1515. Se presume que Vázquez de Ayllón adquirió esta hacienda en los días de la fundación de la villa de Santiago, en Jacagua. Dice Dobal que “...Alonso García, minero de Ayllón en Gurabo que le compró a Belalcázar a Catalinilla.... ". Además, dice que para el año 1518 el Lic. Lucas Vázquez de Ayllón poseía dos haciendas cercanas a la Villa, una llamada "Gurabo" y otra "Canibuco" (probablemente Canabacoa), una atendida por un tal Montenegro y otra por Rodrigo Mexía de Córdoba. En la estancia de Gurabo, además de practicarse la minería se criaban ganado vacuno, caballos, cerdos y ovejas.
En 1526, Lucas Vázquez de Ayllón parte hacia la Florida al mando de una escuadra, llevándose consigo a gran parte de la población, por lo cual, Gurabo quedó muy despoblado. Por otro lado, Emilio Rodríguez Demorizi establece que en 1514 se le entregaron en encomienda al cacique Torres de Gurabo 30 indios. Sin embargo, no parece que este cacique habitara en Gurabo, es más probable que perteneciera al nitainato de Gurabo, en el cacicazgo de Higüey.
En 1673, se produjo la invasión de Delisle, gobernador de la colonia francesa de Saint Domingue. Con relación a esta, José Gabriel García dice "una vez dueño de Santiago invadió Delisle con partidas de hombres armados los campos inmediatos donde hacían prisioneros que para rescatarse tenían que aportar grandes sumas de dinero, destruyendo el ganado que no podía llevarse". Fray Cipriano de Utrera, en una nota hecha al libro La dominicanización de la frontera de Manuel Machado Báez, dice que: "Este mes (mayo de 1673) el enemigo hizo otra entrada siete leguas de la ciudad de Santiago en un hato llamado Gurabo, donde apresó nueve personas, mató una mujer y cinco hombres y se llevó tres. Mediante estos daños que el enemigo ha hecho, los vecinos de las ciudades de Santiago, La Vega y el Cotuí no viven en sus hogares temiendo un daño irreparable". Y agrega el autor: "El Hato de Gurabo a que se refiere el pasaje anterior es claramente la sección de Gurabo de Santiago, unos de los campos más feraces de la provincia y mejores productores de ganado inmemorialmente". En 1689, Decussy gobernador de la colonia francesa de Saint Domingue, dirigió otra incursión a la parte española de la isla por el área del Cibao. Como represalia a ésta, los españoles invadieron a su vez la parte francesa y el 21 de enero de 1691 derrotaron a los franceses en la Batalla de la Sabana Real o de la Limonade, saqueando la ciudad de Cabo Francés, hoy Cabo Haitiano. Al respecto dice Antonio del Monte y Tejada que en esta batalla participaron Pedro Méndez, Juan de Portes Cabral y Luis Guillén Infante como capitanes de lanceros de a pie de Gurabo, Gurabito Arriba y Gurabito Abajo.
A mediados del siglo XVIII, Gurabo empieza a formar sus perfiles demográficos actuales con la llegada de numerosas familias españolas procedentes de Islas Canarias y posteriormente, durante el siglo siguiente, de otras partes de la colonia española, principalmente de Baní y sus alrededores. Antonio Sánchez Valverde dice que "ya en 1771 los parajes dedicados a estos cultivos (tabaco) eran Limonal, Licey, Gurabo, Guacimal, Sabana Grande, Guayabal, Moca, Jacagua, Egido, Papayo, Buena Vista...".  El padre Charlevoix, por su parte, dice que en los alrededores de Santiago se cosechaba tabaco y se criaban muchos animales que eran llevados al Cabo Francés. Para esta época funcionaba en Sabana Grande, en las cercanías de Gurabo, un ingenio propiedad de Francisco Espaillat, fundador de esta familia en Santo Domingo.
Según narra el periodista Rafael Molina Morillo, Pedro Santana vivió en Gurabo por un corto tiempo a principios del s. XIX: "Pedro Santana (padre) al subir de Hincha en 1803 se detiene en una aldea llamada Gurabo, cree encontrar condiciones favorables allí y comienza a organizarse para establecerse en ese lugar". Y más adelante agrega: "Con sus mellizos de apenas cinco años (Pedro y Ramón) Pedro Santana y Petronila Familia empiezan otro doloroso éxodo, huyéndole al mismo peligro (los haitianos). De Gurabo, Santana se traslada a El Seybo en el extremo más oriental de la isla".

### Ocupación haitiana e independencia
José Gabriel García ofrece una visión general de la situación de Gurabo durante la dominación haitiana al decir que: "En 1839, la producción de Gurabo era de víveres, caña de azúcar, tabaco y café, y tenía algunos trapiches. La sección de Gurabo Arriba estaba a cargo de Vicente Padrón. Tenía 63 cuadros de tierra pertenecientes al estado, arrendados a algunos particulares y lo mismo la de Gurabo Abajo a cargo del Capitán Santiago Díaz".
Durante la dominación haitiana ingresaron al ejército a causa de la implementación del servicio militar obligatorio muchos jóvenes residentes de Gurabo que luego pasarían a formar parte del ejército dominicano. Luego de ser proclamada la Independencia Nacional el 27 de febrero de 1844, la Batalla de Santiago, librada el 30 de marzo del mismo año, consolida la Independencia Nacional. En esta batalla participaron los Generales Ángel Reyes, comandante del batallón la flor de la juventud, Antonio Hernández y Rafael Gómez. Este participó además en las batallas de Beller, el 27 de octubre de 1845 y Sabana Larga, el 24 de enero de 1856.
La participación de los militares residentes de Gurabo en la revolución del 7 de julio de 1857 fue muy destacada y le valió a los comandantes Gómez y Hernández su ascenso a generales de brigada por su importante actuación en dicho movimiento.

### Anexión y restauración
Al ser proclamada por el general Pedro Santana, la Anexión a España el 18 de marzo de 1861, la mayoría del ejército dominicano regular pasó a servir a la bandera española. Así lo hicieron entre otros, grandes héroes de las guerras de Independencia, tales como Fernando Valerio, Juan Suero, Eugenio Miches, José Desiderio Valverde, Juan Antonio y Gaspar Polanco. En Santiago, la proclamación de la anexión a España se realizó el 24 de marzo del mismo año en la Fortaleza San Luis. Allí se encontraban entre otros militares residentes de Gurabo, los Generales de Brigada Rafael Gómez Méndez y Antonio Hernández; los coroneles Domingo de León, y José María Guillén; el capitán Joaquín Díaz y los tenientes Saturnino Hernández Domínguez y José Hernández.
Pedro M. Archambault, dice que las reservas dominicanas contaban con los generales Rafael Gómez Méndez y Domingo Hernández, de Gurabo. De las reservas dominicanas dice que "la caballería estaba constituida por gente trajeada, pues no iba rota ni descalza como la infantería.... por lo regular usaba chaqueta de paño azul especialmente la de Gurabo, jurisdicción de Santiago de los Caballeros, donde todos eran hacendados y cuyo personal de buena índole tenía fama de bravo..."
La guerra de Restauración se inicia con el Grito de Capotillo el 16 de agosto de 1863 y alcanza un momento particularmente intenso el 6 de septiembre del mismo año, cuando la batalla por la toma de la Fortaleza San Luis provoca el incendio que redujo a cenizas la ciudad de Santiago. En este período, los campos circundantes a Santiago sirvieron para proporcionar alimentos a ambos bandos en guerra. López Morillo dice que "...se ofrecía Valverde a practicar la misma requisa de víveres en Gurabo.... a traer reses, plátanos, arroz, café, tabaco y azúcar"... Por la misma época el General Luperón ordena al coronel José Antonio Salcedo a recorrer las ricas secciones de Santiago en busca de ganado y provisiones para las tropas restauradoras.
Los españoles se retiraron de Santiago rumbo a Puerto Plata el 13 de septiembre de 1863 dejando en Santiago, heridos y prisioneros españoles. Existía el propósito de algunos restauradores, liderados por el general Manuel Rodríguez, alias El Chivo, de fusilarlos. La intervención del General Luperón por un lado, y la de los residentes de Gurabo por el otro impidieron tal desafuero. Dice López Morillo que "los residentes de Gurabo defendieron a los heridos españoles en la Iglesia Mayor" y añade que "los valientes gurabeños en aquel día nuestra égida fueron nuestros paladines, revelando con su generosa ayuda que en Santo Domingo había hombres humanos y buenos como en todos los países. Nuestro agradecimiento por su noble acción será eterno, pues expusieron sus vidas para salvar las nuestras". Los españoles, en su retirada definitiva del Cibao, se llevaron un grato recuerdo de los residentes de Gurabo. López Morillo dice que "Gurabo y Sabana Grande dieron nuevas pruebas de que sus afectos por la Madre Patria no se extinguían de sus nobles corazones". Además, afirma que: “En Gurabo y en La Sierra fue donde tuvimos a nuestros más leales amigos”.
Naturalmente, al igual que en el resto del país, las simpatías de Gurabo se hallaban divididas entre ambos bandos y no faltaron adeptos a la causa restauradora. En el Acta de Restauración de la República, redactado el 14 de septiembre de 1863 durante el gobierno provisional de Santiago aparecen las ﬁrmas de los residentes de Gurabo Rafael Gómez Méndez y Joaquín Díaz, según constata quien recoge además testimonios de los aportes económicos a la causa restauradora por los residentes de Gurabo Cipriano Ceballos, José Ramón Domínguez de León, su hijo Julián Domínguez Díaz y Esteban Díaz. Rodríguez Demorizi enumera además, la participación de otros residentes de Gurabo al servicio de gobierno restaurador: "Eduardo Domínguez de León: Inspector de Agricultura en 1863. Lo era aún en 1864 en Santiago"; Ramón de León era "Comisario de Policía Rural y proveedor del gobierno en Gurabo, designado en diciembre de 1864"... Sobre la participación de José Ramón Domínguez de León en el bando restaurador Rodríguez Demorizi agrega que éste se encontraba "en Santìago, en servicio del gobierno en octubre de 1864".

### Segunda y Tercera Repúblicas
Al restaurarse la república tras la retirada de las tropas españolas en 1865, la política dominicana se divide entre los partidos Rojo de Buenaventura Báez y Azul de Cabral y más tarde de Luperón. Al parecer los residentes de Gurabo en su mayoría apoyaron a Báez. Según narra el patriota y poeta Manuel Rodríguez Objío el 2 de junio de 1866 el general Bonilla (Azul) derrota a los rojos y los dispersa completamente, arrollándolos hasta Gurabo, refiriéndose además a una carta del general Valerio dirigida al General Luperón, fechada el 24 de septiembre de 1866 donde, al darle cuentas del estado de cosas en la provincia de Santiago dice que "Gurabo sigue disidente pero no en armas". Más adelante, cuando ya se encuentra instalado en el poder el Partido Azul, el general Zoilo Suárez padre dirige un campamento moyista en contra del tirano Ulises Heureaux, quien ordena su asesinato ocurrido en Río Verde, La Vega mientras Suárez se dirigía a Santo Domingo.
Luego, en la época en la cual los partidos rivales lo eran los bolos (seguidores de Juan Isidro Jimenes) y los rabudos (seguidores de Horacio Vásquez) se escenificó en Gurabo una escaramuza entre ambos bandos. Los hijos del antes mencionado general Suárez -bolos-, conocedores del terreno circundante a Gurabo, eligieron las montañas de Verdun en Gurabo arriba, como escenario para la lucha. Los rabudos, al mando del general Rodríguez, natural de la línea noroeste, se habían dirigido a Gurabo a apagar el foco guerrillero. A pesar de su superioridad numérica y ventaja armamentística, los rabudos no pudieron lograr su cometido pues los bolos, dirigidos por los hermanos Zoilo, Fernando, Pablo y Moisés Suárez Villanueva los enfrentaron derrocando peñas desde lo alto de la montaña Verdún, impidiendo al enemigo alcanzar su posición.

### Era de Trujillo y guerra civil del 1965
Por último, debemos mencionar como muestras importantes de la presencia de Gurabo en la historia política dominicana, la del General Simón Díaz en el movimiento del 23 de febrero de 1930 que terminó con el gobierno de Horacio Vázquez, Fernando Suárez Domínguez en la invasión de Luperón el 19 de junio de 1949
Posteriormente, Rubén Díaz Moreno figura entre los acaecidos en el alzamiento de Las Manaclas de diciembre del 1963 junto a Manuel Aurelio Tavárez Justo, mientras que su hermano Edmundo moriría en el 1965 en San Francisco de Macorís. Evelio Hernández tendría participación en dicha revolución del 1965.

## Aspectos socioeconómicos
A mediados del siglo XIX, Gurabo era una comunidad importante desde el punto de vista económico. Pedro Francisco Bonó escribe en 1867 que "hay secciones rurales como Gurabo, Canca, Licey... que tienen más población y riquezas que algunas comunes, y donde los fundos agrupados permiten, como a veces los vecinos lo han hecho a su costa, establecer escuelas primarias sin el menor inconveniente". Y añade que "ninguna otra de las comunes de la provincia de Santiago, Sabaneta, Montecristi, Guayubín, San José de las Matas ni Dajabón tienen escuelas".
En 1880, la escuela de Gurabo estaba a cargo de Eliseo Lozano. Según consta en el periódico La Voz de Santiago, año 1 número 10, los alumnos de dicha escuela a la fecha eran Trinidad Rodríguez, Carmen Alejandrina Díaz, Dolores Díaz, Dolores de Peña, Dolores Rodríguez, Julia Rodríguez, Emelinda Domínguez, Santico Domínguez, Josefa Hernández, Adela Méndez, Manuel Brito, David Díaz, Alfonso Méndez, Quiterio Rodríguez, Lulito Díaz, Melitón Mejía, Enón Mejía, Emilio Cepín, Francisco de Jesús Díaz, Alcedo Méndez, Leonardo Guillén, Simón Méndez, José Joaquín Reyes, Jesús Ma. Méndez, Evangelista Méndez, Miguel Díaz, Abraham Díaz y Alcedito Méndez.
La economía de Gurabo se basaba principalmente en el cultivo de tabaco, cacao y café que era transportado primero en recuas y luego de 1897 en ferrocarril hacia Puerto Plata. A partir de 1880, y a consecuencia de la bonanza económica antes descrita, la vida en Gurabo tiende a refinarse. Aparecen las primeras casas techadas de zinc, se importan muebles y vajillas, relojes de pared y otros objetos novedosos, a la vez que Gurabo atrae personajes importantes de la vida social de Santiago y nacional tales como Bruno André, Máximo y Maximiliano Grullón, Alejandro Llenas, Juan Isidro Jimenes, Eugenio María de Hostos, Ulises Heureaux, entre otros. En 1874 el presidente Ignacio María González visitó al hacendado José Ramón Domínguez. También lo visitó en 1890 el futuro Generalísimo Máximo Gómez, y el futuro apóstol cubano José Martí quien en compañía de su yerno y futuro presidente Juan Isidro Jimenes lo visitan en su hacienda con fines de buscar apoyo para la causa de la liberación cubana. Hay que destacar que el famoso poeta Juan Antonio Alix vivía en Gurabo hasta el final de sus días.
Gurabo tenía una posición estratégica en la logística comercial regional. El sociólogo Harry Hoetink dice que "Un periodista emprendedor contó el sábado 6 de septiembre de 1890 desde las 5 hasta las 10 de la mañana el número de personas y de bestias de carga que entró en Santiago...del lado de Gurabo 750 personas con 700 bestias de carga..." superando el tráfico individual procedente de Puerto Plata, Otra Banda y Rincón Largo y sólo superado por el procedente de La Vega.
Enrique Deschamps indica, en su directorio general de la República Dominicana, que a principios del s. XX eran agricultores en Gurabo Felipe Brito, Julián Domínguez, Etanislao Díaz, Faustino Díaz, Remigio Díaz, Bautista Gómez, Ignacio Gómez, Manuel Reyes y V. vda. Suárez Franco.
En 1917 eran miembros de la Cámara de Comercio de Santiago; los residentes de Gurabo José B. Méndez, Eduardo Ventura, Marcos A. Moreno, José Díaz, Manuel Ramón Cruz, Felipe Brito, Esteban Díaz, Félix Betances, Alejandro Moreno, Enrique Llenas Domínguez, Alejandro Díaz y Ramón Antonio Domínguez Díaz.

## Aspectos religiosos
López Morillo asistió a manifestaciones del profundo sentimiento católico de los habitantes de Gurabo, existen en la actualidad varios monumentos que son muestras del mismo.
En primer lugar, la iglesia de Gurabo, dedicada a San Bartolomé Apóstol, la cual fue bendecida en agosto de 1877. La tradición señala que anterior a ésta existió una primera iglesia rústica fechada de cana ubicada en el centro de lo que hoy es el cementerio. Tanto la ermita como el cementerio de Gurabo son los más antiguos de la zona rural de la provincia de Santiago, sus fiestas patronales se celebran el 24 de agosto de cada año.
La gruta del Lourdes tiene su origen en un voto que ofreció el Dr. Alejandro Llenas de edificar una gruta a la Virgen del Lourdes en el patio de su casa en agradecimiento por la recuperación de su salud después de una grave enfermedad, la imagen fue traída desde Francia hasta Puerto Plata en barco y luego a lomo de mula hasta Gurabo. El Dr. Llenas logró el privilegio de ser enterrado allí junto a su familia a partir de su fallecimiento en 1902. Desde su edificación el lugar es visitado por romerías, peregrinajes y devotos que van allí a cumplir promesas. Como tradición se cantan cada mes de mayo las flores de mayo en la Gruta de Lourdes por los fieles creyente de la Virgen.
En circunstancias similares fue construida la gruta de Santa Rita por la familia Zouain en la sección de La Chichigua.

## Transformación urbana y social
Gurabo ha sufrido transformaciones profundas en los últimos años.
En primer lugar, el crecimiento de Santiago de los Caballeros le ha hecho perder su carácter rural y su vocación agrícola. A este uso, que hasta bien entrado el siglo pasado definió casi exclusivamente a Gurabo, se han superpuesto otros, como el industrial, el comercial y el residencial. Gurabo pasó así de ser una comunidad rural a una sección suburbana.